# Fender Stratocaster
Fender Stratocaster – gitara elektryczna produkowana od 1954 przez firmę Fender, do dziś cenionego potentata w ich produkcji. Powstała z ewolucji poprzedniego modelu firmy – Telecaster, pierwszej gitary pozbawionej pudła rezonansowego. Nazwa wywodzi się z lotnictwa od Boeinga B-52 Stratofortress. Opatentowanie projektu kosztowało Leo Fendera 249,50$, co jest równowartością ok. 1850 dzisiejszych dolarów. Pierwsze modele były produkowane tylko w kolorze sunburst (czyli przypalanym).

## Budowa
Korpus gitary Stratocaster wykonany jest z lipy, olchy (obecnie), jesionu (najbardziej cenione modele) lub jesionu bagiennego, niektóre wersje (najczęściej Custom Shop) posiadają klonowy top. Gryf zwykle wykonany jest z klonu, a podstrunnica z palisandru lub klonu, a w niektórych wersjach z hebanu albo – jak w sygnowanym przez Steviego Raya Vaughana Stratocasterze – drewna egzotycznego pau ferro (Caesalpinia ferrea). Najczęściej stosowany mostek to jednostronne tremolo, pozwalające na obniżenie dźwięku. Stosowano również stały mostek typu hardtail. Rzadko w Stratocasterach występuje mostek typu Floyd Rose. W wersjach japońskich stosowane są 3 typy dwustronnych mostków ruchomych.

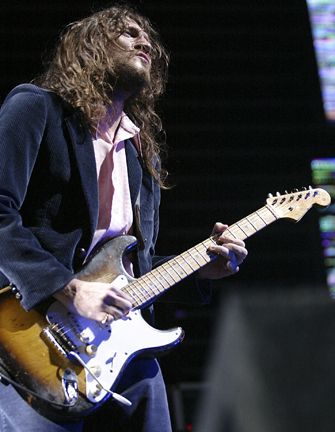
John Frusciante, gitarzysta Red Hot Chili Peppers z gitarą Fender Stratocaster

Gitara ta ma charakterystyczny układ 3 jednocewkowych przetworników. Przetwornik przy mostku jest ułożony ukośnie, a nie w poprzek strun, jak dwa pozostałe, co ma na celu sprawienie, aby gitara w miejscu, gdzie drgania struny nie są już takie mocne jak przy gryfie, pobierała chociaż trochę więcej dolnych częstotliwości. Istnieją także alternatywne wersje o innych układach przystawek, np. model HH z dwoma humbuckerami, czy Fat Strat z dwoma singlami i humbuckerem pod mostkiem.
Istnieją także wersje 12–strunowe.
Gitara nieznacznie zmieniała się przez już ponad 60 lat produkcji. Zmieniał się kształt główki, elektronika, powstały różne serie i modele Stratocastera. Instrument ten, mimo upływu tych lat, zachował jednak swój charakter. Ze względu na popularność tego modelu powstało i nadal powstaje wiele jego kopii.

## Odmiany
Stratocaster jest produkowany w czterech krajach: w USA, Meksyku, Japonii oraz Korei.  Prócz tego podziału występują jeszcze różne odmiany, m.in.: Standard, Deluxe, Vintage, Special, Hot Rod czy Artist – sygnowane przez gitarzystów (np. Jimi Hendrix, Eric Clapton, Jeff Beck, David Gilmour, Yngwie Malmsteen, Mark Knopfler, Ritchie Blackmore).